# Catherine de Luxembourg
Catherine de Luxembourg née le 19 août 1342 et morte le 26 avril 1395 est le troisième enfant et la deuxième fille de l'empereur Charles IV et de sa première épouse Blanche de Valois.

## Biographie
Le 13 juillet 1356, Catherine épouse le duc d'Autriche Rodolphe. Il s'agit d'un mariage politique arrangé par son père pour assurer la paix entre l'Autriche et le Saint Empire romain germanique. Rodolphe meurt après neuf ans de mariage sans postérité et ses titres passe à ses frères Albert et Léopold, conjointement ducs d'Autriche.
Le 19 mars 1366 Catherine épouse en secondes noces Othon V, duc de Bavière. Othon partageait le titre du duché avec son frère Louis décédé en 1365. Tous deux n'ayant pas d'enfant avaient déjà promis au père de Catherine la succession du Brandebourg, devenu  en 1356 l'électorat de Brandebourg. En contrepartie de l'élection à cette dignité,  ils avaient à leurs droits en tant que co-ducs de Bavière.
Charles IV envahit Brandebourg en 1371, prenant prétexte qu'Othon négligeait l'administration de ses territoires. Deux ans plus tard, Othon a démissionne officiellement de la dignité d'électeur de Brandebourg en échange d'une énorme compensation financière et se retire en Bavière.